# Gonomyia pusilla
Gonomyia pusilla är en tvåvingeart som först beskrevs av Paul Lackschewitz 1964.  Gonomyia pusilla ingår i släktet Gonomyia och familjen småharkrankar. Inga underarter finns listade i Catalogue of Life.